# 中田町 (浜松市)
中田町（なかだちょう）は静岡県浜松市中央区の町名。丁番を持たない単独町名である。住居表示未実施。

## 地理
浜松市中央区の東部、長上地区の西部に位置する。東で天王町、西で早出町、南で上新屋町及び原島町、北で小池町と接する。

### 河川
- 芳川

### 学区
小学校・中学校の学区は以下の通りである。
- 浜松市立与進北小学校
- 浜松市立与進中学校

## 歴史

### 沿革
- 1889年（明治22年）4月1日 - 町村制の施行により、長上郡中田村・天王村・下堀村が周辺の村と合併して長上郡天王村となる[WEB 8]。旧村名は天王村の大字として残る[書籍 1]。
- 1896年（明治29年）4月1日 - 郡制の施行により、天王村の所属郡が浜名郡に変更となる。
- 1927年（昭和2年）2月1日 – 天王村と市野村が合併し、長上村となる。
- 1954年（昭和29年）3月1日 – 長上村が浜松市に編入される。
- 1955年（昭和30年） - 大字中田が大字天王・大字下堀の各一部を編入するとともに、中田町へ住所表記を変更する[WEB 9]。
- 2007年（平成19年）4月1日 - 浜松市が政令指定都市となる。中田町は東区の一部となる。
- 2024年（令和6年）1月1日 - 浜松市の行政区再編により、中田町は中央区の一部となる。

## 施設
- 社会福祉法人七恵会 幼保連携型認定こども園 ながかみこども園
- 城北機業中田工場
- 東海染工浜松事業所
- DCM21浜松店
- ファミリーマート浜松中田町店
- 中田公園

## 交通

### バス
- 遠鉄バス
  - 74蒲線：（浜松駅 方面 - ）中田町 - 中田東（ - イオンモール浜松市野・笠井上町 方面）
  - 77蒲線：（浜松駅 方面 - ）東海染工（ - イオンモール浜松市野・笠井上町 方面）

### 道路
- 浜松市道小池三島線（船越バイパス）

## その他

### 警察
警察の管轄区域は以下の通りである。
| 番・番地等 | 警察署       | 交番・駐在所 |
| ---------- | ------------ | ------------ |
| 全域       | 浜松東警察署 | 長上交番     |

### 消防
消防の管轄区域は以下の通りである。
| 番・番地等 | 消防署   | 本署/出張所  |
| ---------- | -------- | ------------ |
| 全域       | 東消防署 | 上石田出張所 |

### 書籍
1. ↑  『浜松市史 三』浜松市役所、1980年3月26日、176頁。

### WEB
1. ↑  “h02_22.csv”.   総務省 (2022年2月10日). 2024年6月28日閲覧。
2. ↑  “chuouku_menseki.xlsx”.   浜松市 (2024年3月12日). 2024年6月28日閲覧。
3. ↑  “静岡県 浜松市中央区 中田町の郵便番号 - 日本郵便”.   日本郵便. 2025年2月15日閲覧。
4. ↑  “市外局番の一覧”.   総務省 (2022年3月1日). 2024年6月28日閲覧。
5. ↑  “事業所案内及び管轄地域（事務所3件、分室3件）”.   一般社団法人静岡県自動車会議所. 2024年6月28日閲覧。
6. ↑  “住居表示実施状況”.   浜松市 (2024年1月4日). 2024年6月28日閲覧。
7. ↑  “学校名から探す／浜松市”.   浜松市 (2024年1月1日). 2024年6月28日閲覧。
8. ↑  “historyofcities.pdf”.   静岡県総務部合併推進室・財団法人静岡県市町村振興協会. 2024年9月24日閲覧。
9. ↑  “解説ページ”.   株式会社エア. 2024年10月8日閲覧。
10. ↑  “長上交番｜静岡県警察”.   静岡県警察 (2024年6月18日). 2024年6月28日閲覧。
11. ↑  “消防署の町別管轄「な」／浜松市”.   浜松市 (2023年4月3日). 2024年6月28日閲覧。